# Jatropha nana
Jatropha nana är en törelväxtart som beskrevs av Nicol Alexander Dalzell och Alexander Gibson. Jatropha nana ingår i släktet Jatropha och familjen törelväxter. Inga underarter finns listade i Catalogue of Life.